# ハリケーン・フローレンス
ハリケーン・フローレンス（英語: Hurricane Florence）は、2018年9月中旬にアメリカ合衆国東部を襲った大型ハリケーン。
国際名Florenceは、この年限りで引退となった。代わりにFrancineという国際名に変更となった。